# Saint-Bonnet-de-Condat
Saint-Bonnet-de-Condat (okzitanisch Sant Bonet de Condat) ist eine französische Gemeinde mit 113 Einwohnern (Stand 1. Januar 2022) im Département Cantal in der Region Auvergne-Rhône-Alpes (vor 2016 Auvergne). Sie gehört zum Kanton Riom-ès-Montagnes im Arrondissement Saint-Flour. Die Einwohner werden Bonnetois genannt.

## Lage
Saint-Bonnet-de-Condat liegt etwa 47 Kilometer nordnordöstlich von Aurillac.
Nachbargemeinden sind Marcenat im Norden, Landeyrat im Osten, Saint-Saturnin im Süden sowie Lugarde im Westen.

## Bevölkerungsentwicklung
| Jahr                       | 1962 | 1968 | 1975 | 1982 | 1990 | 1999 | 2006 | 2011 | 2019 |
| -------------------------- | ---- | ---- | ---- | ---- | ---- | ---- | ---- | ---- | ---- |
| Einwohner                  | 405  | 406  | 402  | 363  | 278  | 177  | 154  | 100  | 115  |
| Quellen: Cassini und INSEE |      |      |      |      |      |      |      |      |      |

## Sehenswürdigkeiten
- Kirche Saint-Bonnet aus dem 12. Jahrhundert

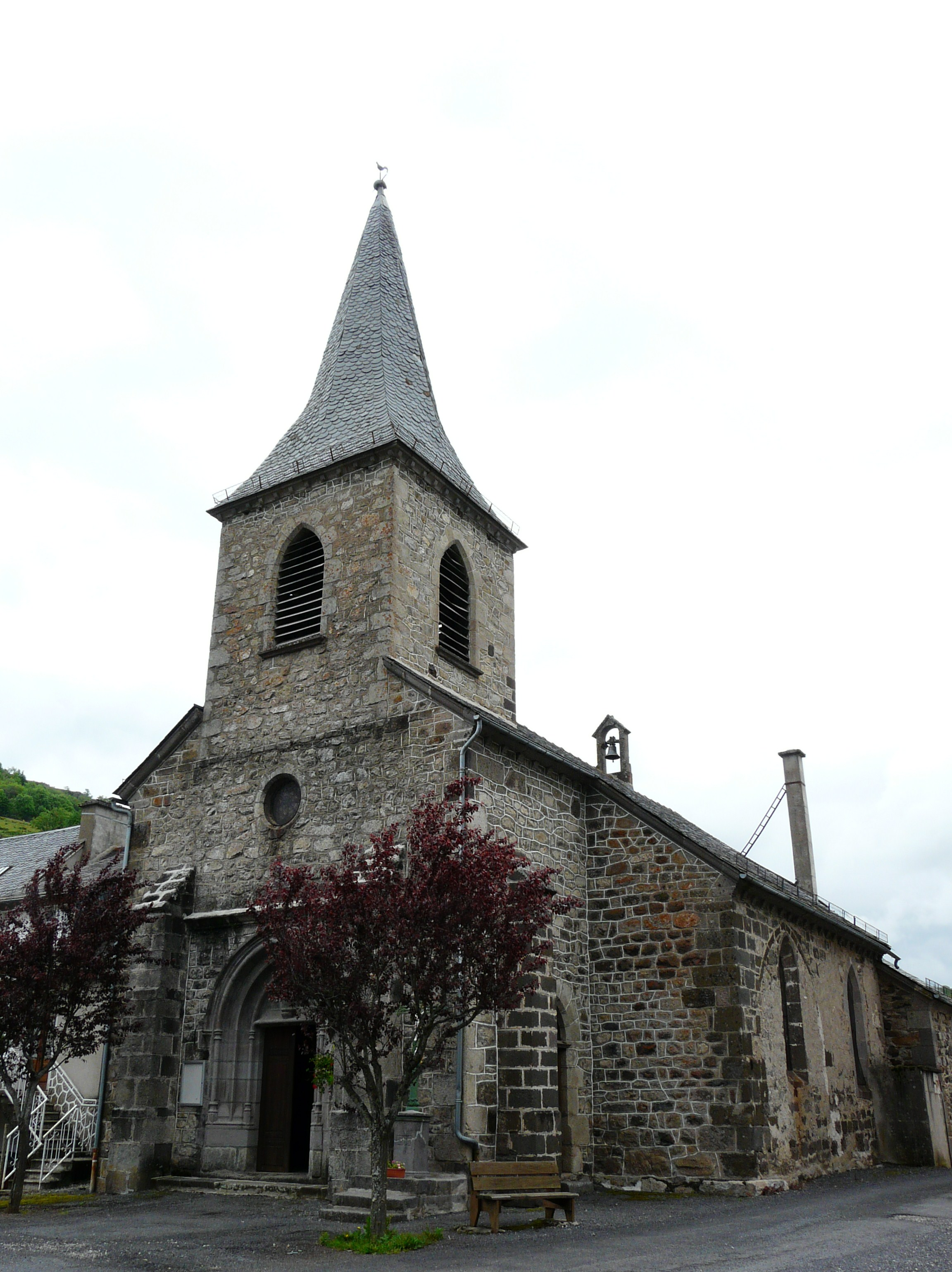
Kirche Saint-Bonnet

- Schloss Frayssinet
- Mühle von Le Lessart
- Mühle von Réginbal